# Legio II Italica
A Legio II Italica (legio secunda italica, II. itáliai légió) egy római légió volt. Jelvénye nőstényfarkas volt. 

## Története

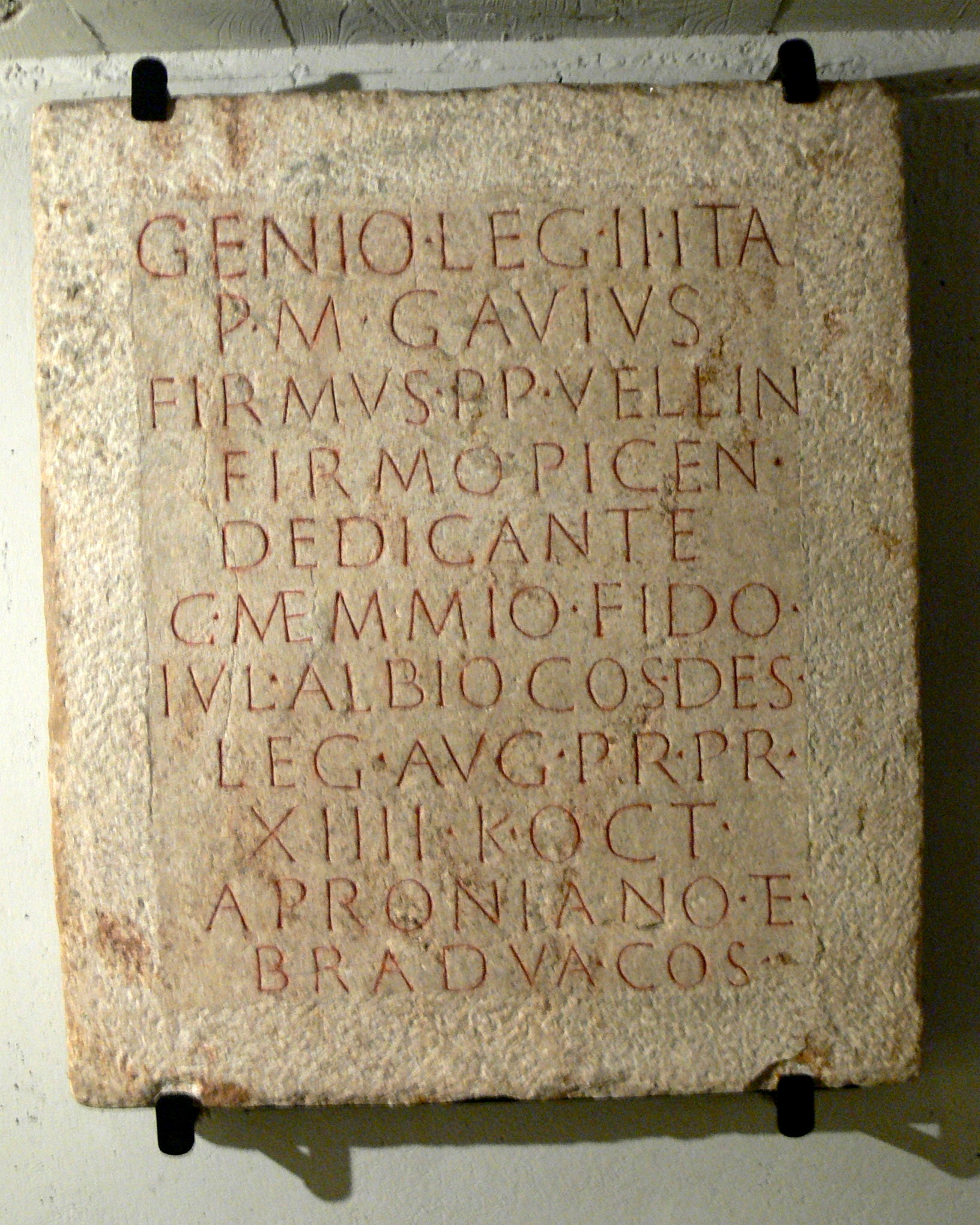
A Legio II Italica táblája Ennsben

A légiót Marcus Aurelius alapította 165-ben vagy 166-ban, a III. itáliai légióval együtt a markomannok elleni háború céljaira. Ekkor a császár adoptált fivére és társuralkodója, Lucius Verus a pártusok ellen hadakozott. Annak hangsúlyozására, hogy a légiót a két uralkodó együtt alapította, jelvényül a Romulust és Remust szoptató nőstényfarkast választották (bár a legenda szerint Romulus meggyilkolta testvérét).
A légió katonáit Itáliából és Noricumból toborozták (utóbbit a markomannok közvetlenül veszélyeztették). 171-ben már biztosan Noricumban állomásozott és feltehetően a I Adiutrix és III Italica légiókkal együtt tagja volt annak a hadtestnek, amelynek Publius Helvius Pertinax (a leendő császár) volt a parancsnoka. A hadsereg Noricum és Raetia provinciákat védte és eközben katonái felépítették Salona (a mai Split) városfalát.
A markomann háború során a Duna mentén több táborhelyen is tartózkodott, 180 után azonban állandó bázisra talált az Enns és a Duna összefolyásánál, Lauriacumban (ma Enns). 205-ben felépült az az erőd, amely egészen a római jelenlét végéig a légió otthonául szolgált. 
193 január 1-én Pertinax császár lett, de röviddel később meggyilkolták. Pannonia Superior helytartója, Lucius Septimius Severus erre Rómába vonult és kikiáltatta magát császárnak. A II Italica az ő csapatai közé tartozott és feltehetően Noricum lojalitását biztosította az új császár számára. Emiatt megkapta a Fidelis (hűséges) melléknevet. A légió egyes alegységei harcoltak a császár riválisai, Pescennius Niger és Clodius Albinus ellen, és talán Severus pártus háborújában is. 
A 3. században a II Italica részt vett Maximinus daciai háborújában és harcolt a vizigótok ellen. Gallienus és Postumus polgárháborújában az előbbit támogatta, amiért megkapta a Pia V Fidelis V ("ötször hűséges, ötször lojális") melléknevet.
Diocletianus idején a légió még mindig Lauriacumban tartózkodott és a császár a feladataik segítésére létrehozta az I. noricumi légiót. Egy nemzedékkel később a légió egy alegységét áthelyezték a Rajnához, Divitiába; az alegységet később II Italica Divitensium néven önálló légióvá fejlesztették és részt vett Nagy Konstantin Rómába vonulásában. A 4. században a II Italica ezen ikerlégióját a bárhol bevethető, mobilis erőkhöz sorolták. 
Az eredeti II. Italica eközben továbbra is a Duna vonalát védte Noricumban, ahol még az 5. század elején is megemlítik. 